# TT211
La tombe thébaine TT 211 est située à Deir el-Médineh, dans la nécropole thébaine, sur la rive ouest du Nil, face à Louxor en Égypte.
C'est la sépulture de Paneb, un artisan peu scrupuleux du village d'ouvriers de Deir el-Médineh dont le nom a fait la chronique judiciaire à la XIXe dynastie.